# Różanystok
Różanystok [ruʐaˈnɨstɔk] è una frazione polacca appartenente al comune di Dąbrowa Białostocka del distretto di Sokółka, nel voivodato della Podlachia. Contava 510 abitanti.

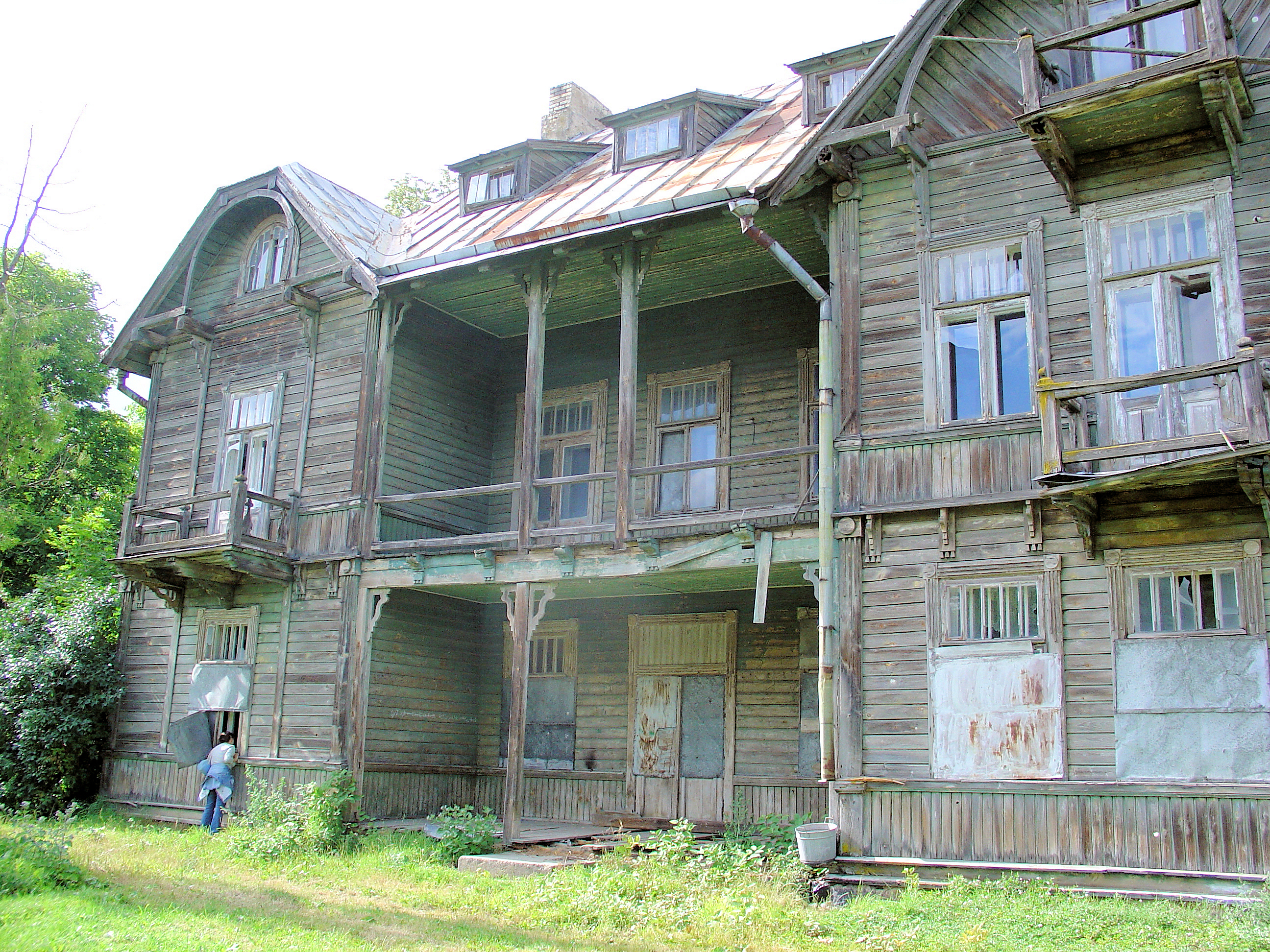
Villa di legno